# 燕麥屬
燕麦属（学名：Avena）的植物，古名蘥，包括有燕麦（皮燕麦）、莜麦（裸燕麦）、野燕麦等品种，全世界大约有十种，主要分布在寒温带地区，性喜凉爽。一年生草本，根系发达。穗和其他麦类不同，向四周开散，分成许多小穗。籽粒缺麦胶，蛋白质含量较高，但单产很低。所以适宜在地广人稀的地区种植。用于牲畜饲料，人类也以此作为食品，秸杆也作为牲畜青饲料，主要用来为马、奶牛等需要精饲料的牲畜提供营养。
燕麦和小麦一样，也有冬麦和春麦不同的变种，有的春种秋收，有的秋种夏收。由于其不需要夏季高温，非常适合夏季凉爽的地区。普通燕麦喜好湿润，北欧和加拿大是普通燕麦的主要产区，甚至在冰岛也可以种植燕麦。莜麦更耐寒和干燥，是中国内蒙古高原和北部山区的主要谷类作物，这些地区因为夏季寒冷，只能种植马铃薯和莜麦。
野燕麦适应能力较强，分布区域较广，主要用做牧草。苏格兰是英国的燕麦主要产地，所以英格兰人因为看不起苏格兰人，有一句老俗语：“燕麦只配喂马和苏格兰人”，苏格兰人则反唇相讥：“最好的马出在英格兰，最好的男人出在苏格兰”。
燕麦在西方食品中主要用来做麦片粥，或和果汁香料等混合一起焙制成一种干燥食品，泡在牛奶中做早餐。俄罗斯人非常欣赏燕麦作的黑面包，现代由于认为燕麦是低热量的健康食品，需求量大产量又低，价格要比小麦高。在俄罗斯黑面包要比小麦粉作的白面包昂贵许多。

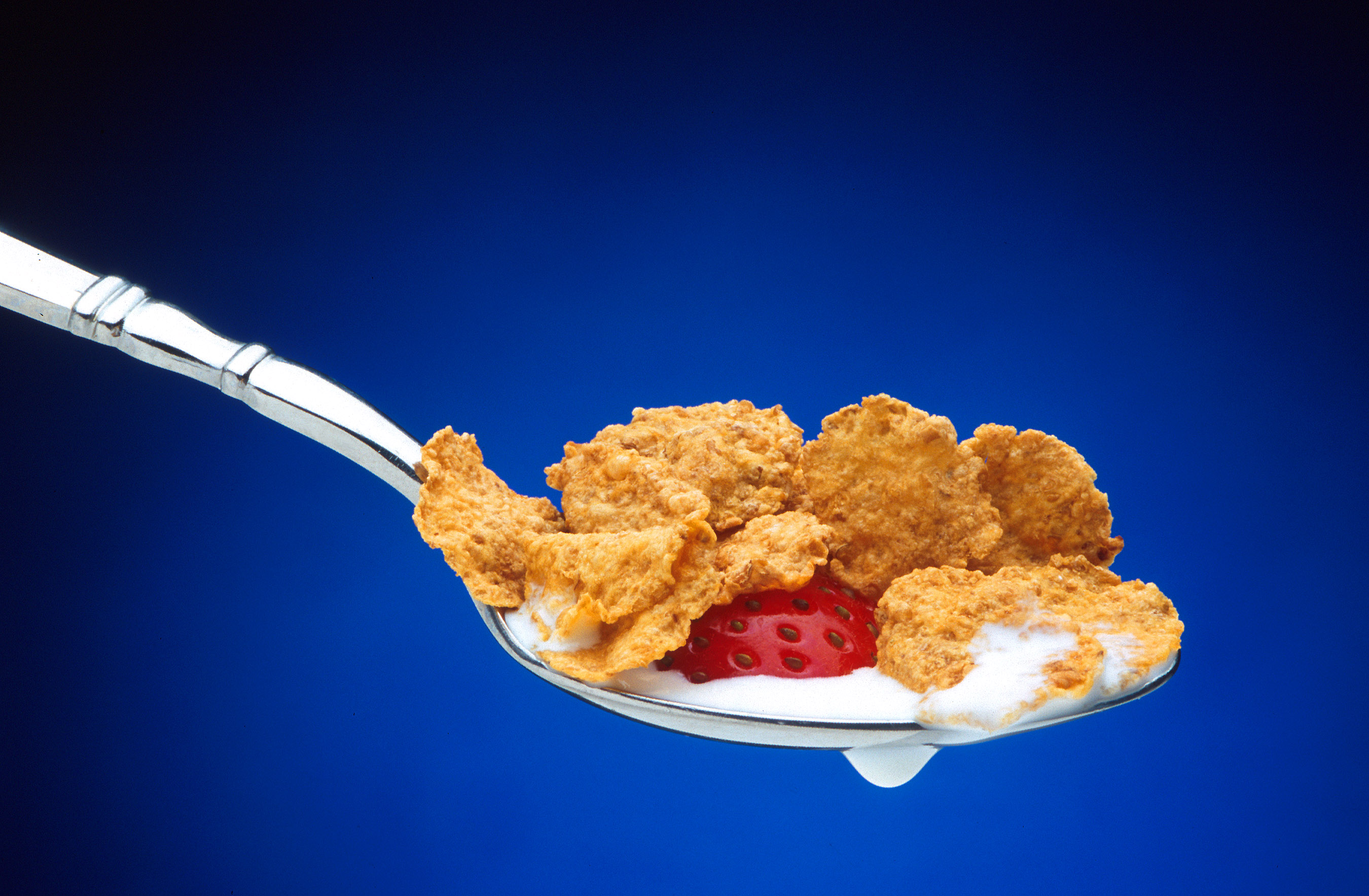
一种西方燕麦食品

燕麦还可以酿造啤酒和威士忌，著名的苏格兰威士忌酒中就有燕麦酿造的。
莜麦在中国食品中主要用来制作猫耳朵、餄餎、杂面条等，不易消化所以耐饥，很为高寒地区的人民所喜爱。最近也有用来开发作为健康食品的。
燕麦产量极低，平均一亩只有100多公斤。由于穗散，收获时还要损失10%左右，所以价格更为昂贵，以前只有不得已时才种植燕麦，但随着需求增长，许多适宜地区反而加大了种植面积。

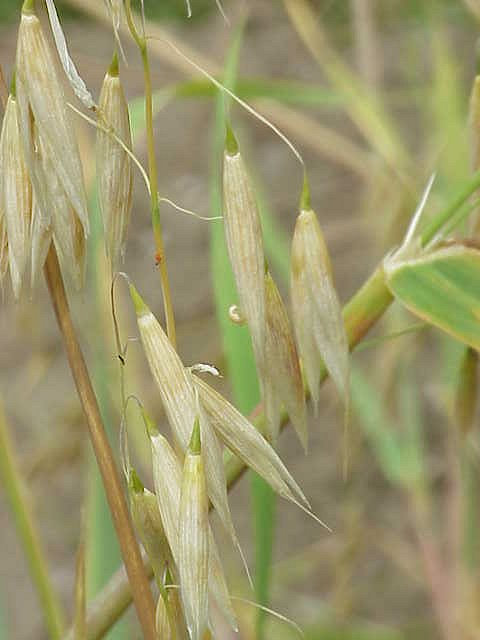
莜麦